# Chondracanthus distortus
Chondracanthus distortus är en kräftdjursart. Chondracanthus distortus ingår i släktet Chondracanthus och familjen Chondracanthidae. Inga underarter finns listade i Catalogue of Life.